# El Cruzado Aragonés
El Cruzado Aragonés es un semanario español de información local y comarcal publicado en la ciudad aragonesa de Barbastro desde 1903.

## Historia
El Cruzado Aragonés es continuador de la tradición de diferentes publicaciones de corta vida como La Atalaya (1843), La Exposición de Sobrarbe (1857), El Barbastrense, El Aragonés, La Cruz de Sobrarbe (1869), La Defensa, El País o La Paz, aunque se considera que su antecesor directo es El Heraldo de Barbastro (agosto de 1902), el cual también acabó desapareciendo.
Desde su creación estuvo vinculado al Obispado de Barbastro, si bien pronto asumió otras reivindicaciones importantes para el Alto Aragón como el desarrollo de las comunicaciones por carretera o el impulso de los riegos en la región, posicionándose en este caso a favor de la creación de la Confederación Sindical Hidrográfica del Ebro.

### Primera época
La primera época de El Cruzado Aragonés comprende del 7 de junio de 1903 al 18 de julio de 1936. En esta época y en un primer momento se subtituló Semanario Católico. Defensor de los intereses morales y materiales del Alto Aragón y posteriormente Semanario católico.
Fueron directores en esta primera época de la publicación Jorge Sichar y Allué, Manuel Casasnovas, Eugenio Thió, Mariano Frago, y Marcelino Capalvo.

### Segunda época
El semanario no se publicó entre julio de 1936 y enero de 1953. El día 3 de enero de 1953, reaparece gracias al impulso de Pedro Cantero Cuadrado, obispo de la diócesis y periodista, con el título de El Cruzado Aragonés. Semanario católico del Alto Aragón, Año I-2ª época, N.º 1, siendo su director Francisco Izquierdo Trol, deán de la catedral barbastrense.
Desde el 7 de mayo de 1994 se publica como El Cruzado Aragonés. Semanario del Alto Aragón.

### Tercera época
El Cruzado Aragonés presentó el 4 de noviembre de 2021 su renovada apuesta periodística. Esta refundación se sustenta en tres líneas: el semanario impreso a todo color, una plataforma digital con sus redes sociales y una programación de actividades y foros, todavía sin anunciar ni planear ninguno. Inicia este período sin director ni directora al frente. El 3 de mayo de 2023 la periodista serrablesa Ruth Zamora fue designada directora de El Cruzado Aragonés, cargo que ostenta hasta la actualidad.

## Colaboradores
En la lista los colaboradores figuran numerosos miembros de la Iglesia católica (canónigos, presbíteros, sacerdotes, monjes escolapios y benedictinos del Monasterio de El Pueyo), así como periodistas y otros personajes relevantes de Barbastro y el Alto Aragón.

## Publicación
La revista siempre se imprimió en Barbastro, en su primera época en los talleres de Ramón Santorromán, Jesús Corrales (1905-1918) y Arturo Santamaría (1919-1936); en su segunda época fue impresa en el taller tipográfico de Adriana Corrales, más tarde en la imprenta de Miguel Hecho, sucesora de la Casa Corrales y desde 1991 en Gráficas Barbastro.